# Ґустав Адольф Ворк

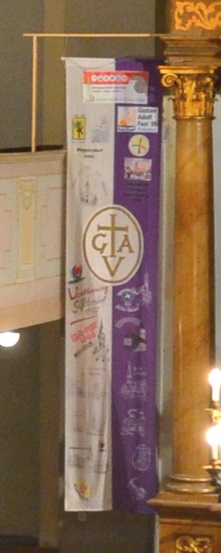
Прапор товариства.

Ґустав Адольф Ворк (нім. Gustav-Adolf-Werk) - це товариство під дахом Євангелічної Церкви Німеччини, яке має на меті допомогу слабким сестринським церквам та громадам. Товариство відповідає за опіку над діаспорною роботою ЄЦН у співпраці з самою ЄЦН, її церквами та громадами, що входять до її складу. Організація почала свою діяльність з фокусом на діаспорі, але зараз має окремі філії на міжнародному рівні. Організація в Австрії все ще називається Gustav-Adolf-Verein, що було первісною назвою і в Німеччині. Інші терміни, що використовувалися для позначення GAW у минулому, включають Союз Густава Адольфа, Фонд Густава Адольфа та Євангелізаційний союз Фонду Густава Адольфа. 

## Етимологія

На картині Карла Вальбома "Битва під Лютценом" зображена смерть короля Густава Адольфа 16 листопада 1632 року.

Битва під Лютценом (1632) стала вирішальною битвою Тридцятилітньої війни. Це була перемога протестантів, яка коштувала життя одному з найважливіших лідерів протестантського альянсу Густаву Адольфу Шведському, через що протестантська кампанія надалі втратила напрямок. Біля місця, де впав Ґустав Адольф, на наступний день після битви було встановлено гранітний валун. Над цим "каменем шведів" (нім. Schwedenstein) у 1832 році було встановлено чавунний навіс, а поруч 6 листопада 1907 року освячено каплицю, побудовану громадянином Гетеборга Оскаром Екманом (пом. 1907 р.) Загиблого короля у Швеції вшановують щороку в День Густава Адольфа 6 листопада, випікаючи тістечка "Густава Адольфа". 

## Структура
У ряді європейських країн незалежні організації допомоги існують при протестантських церквах. Їхній фундамент частково базується на регіональних товариствах Густава Адольфа 19-го століття. Зокрема, "Bratnia Pomoc imienia Gustawa Adolfa" Євангелічної Аугсбурзької церкви Республіки Польща веде свій початок від заснування Сілезького товариства Густава Адольфа.